# İmralı
İmralı (dříve také Emrali) je čtvrtý největší ostrov v Marmarském moři. Patří Turecku. Pojmenován je podle osmanského admirála a dobyvatela ostrova Emira Aliho.
Ze severu na jih je ostrov 8 km dlouhý a ze západu na východ 3 km. Rozloha ostrova je 13,32 km² a délka pobřeží 17,6 km. Největší bod, Türk Tepesi (Turecký kopec), je vysoký 217 m.

## Historie
Poté, co se ostrova zmocili Osmané, založili na něm námořní základnu a odřízli tak Byzanc od spojení s Bursou. Jméno ostrova bylo odvozeno od jeho dobyvatele Emira Aliho, prvního osmanského admirála.
Až do turecké války za nezávislost (1919-1922) byly na ostrově tři řecké vesnice. Roku 1913 žilo na ostrově 1200 Řeků v 250 domech. Byly zde škola a tři kláštery. Řecky se ostrov jmenoval Kalolimnos. Hlavními produkty tehdy byly ryby a cibule. Nejznámějším Řekem z tohoto ostrova byl Kimon Fiar, který emigroval do USA a stal se překladatelem řecké poezie.
V roce 1923 došlo k výměně obyvatel mezi Řeckem a Tureckem.
Ostrov poté přešel pod správu tureckého námořnictva. Až do roku 1935 byl ostrov neobydlený.
Později sloužil ostrov jako ostrovní vězení, a tak se oblast okolo ostrova stala zakázanou zónou. Mezi bývalé známé vězně patřili premiér Adnan Menderes, ministr zahraničí Fatin Rüştü Zorlu a ministr financí Hasan Polatkan, kteří byli odsouzeni k trestu smrti a v roce 1961 na ostrově popraveni. Mezi další významné vězně patřili kurdský režisér Yılmaz Güney (uprchl v roce 1981) a Billy Heyws, pašerák hašiše a autor knihy Půlnoční expres (uprchl v roce 1975).
Od roku 1999 je jeho jediným vězněm Abdullah Öcalan, bývalý předseda Kurdské strany pracujících. Ostatní vězni byli přeloženi do jiných vězení mimo ostrov.